# Honezovice
Obec Honezovice (též Honcovice nebo Honosice, německy Honositz) se nachází v okrese Plzeň-jih, kraj Plzeňský. Žije zde 277 obyvatel.

## Historie
První písemná zmínka o obci pochází z roku 1115.

## Pamětihodnosti
- Kaple svaté Barbory na návsi

## Části obce
- Honezovice
- Hradišťany

## Galerie

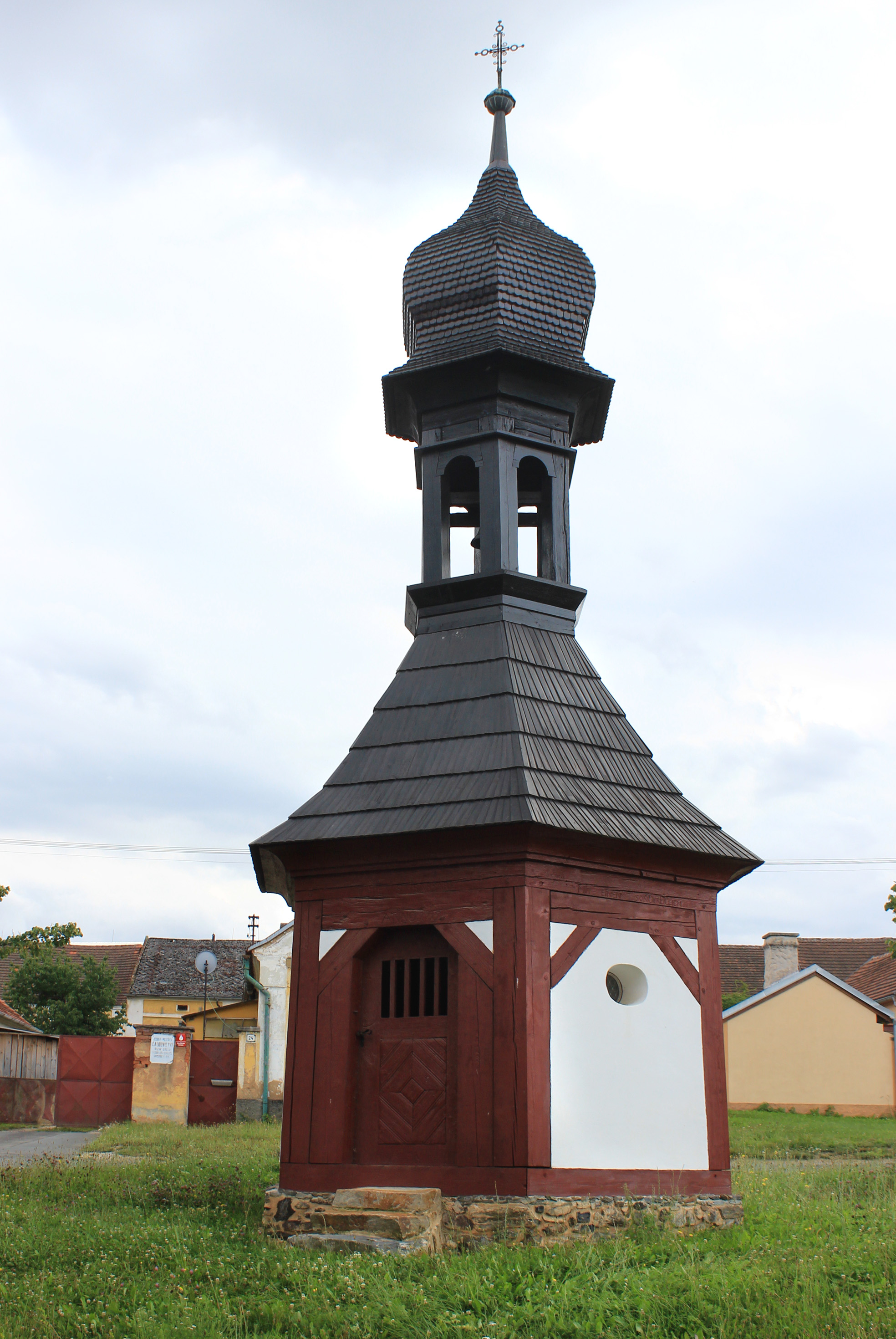
Kaple sv. Barbory
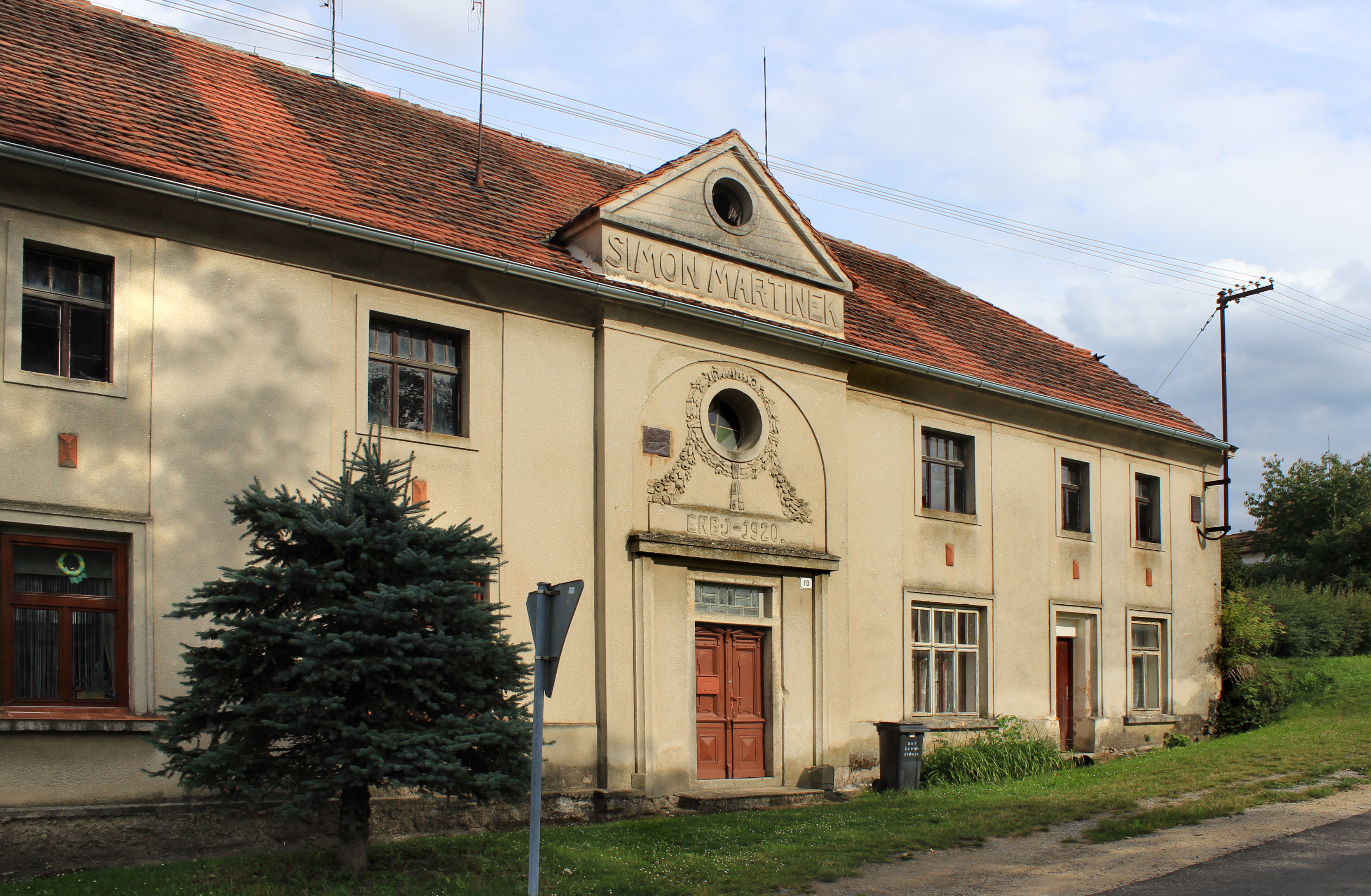
Dům čp. 10
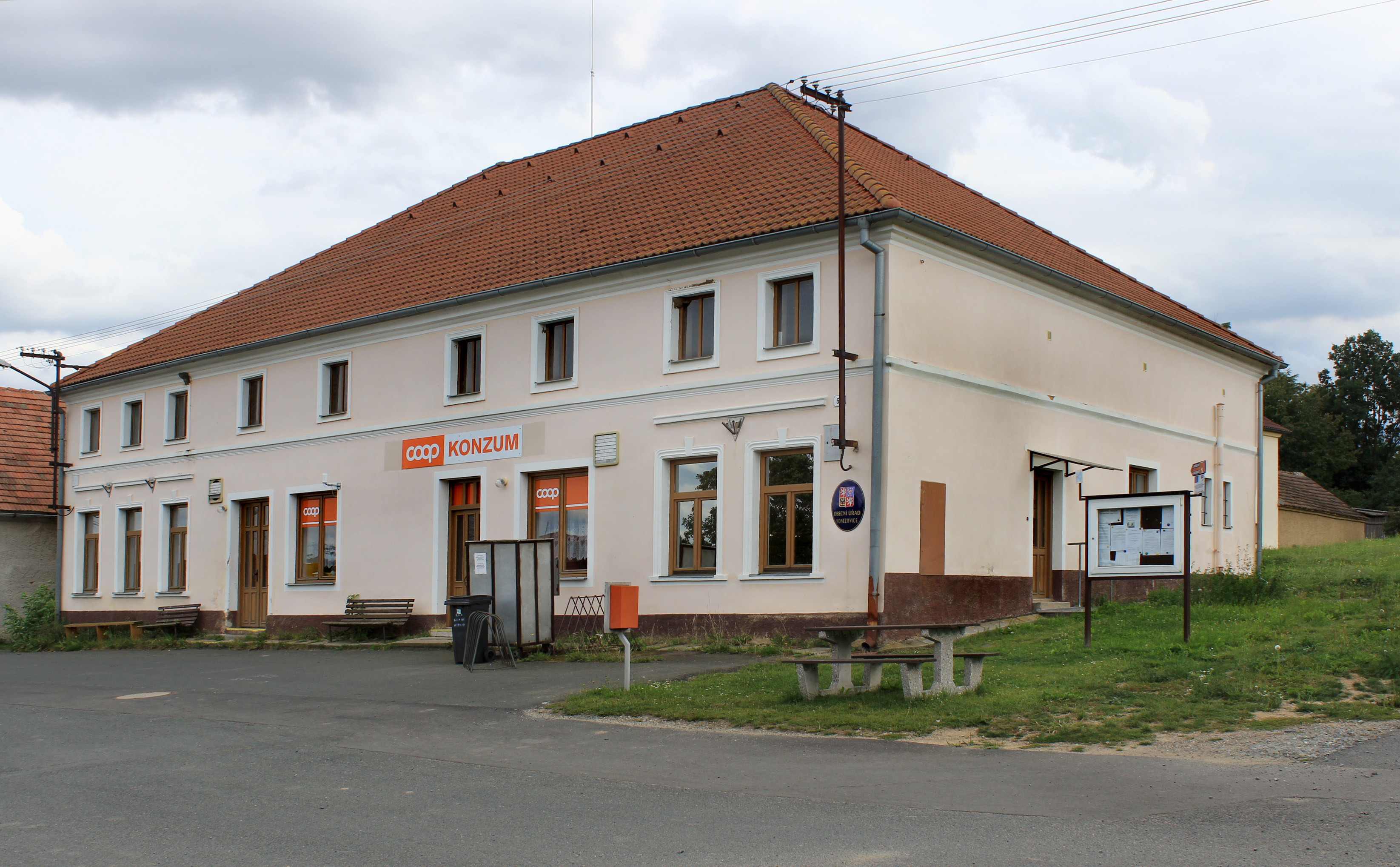
Obecní úřad s obchodem